# Islámské dobytí Maghrebu
Islámské dobytí Maghrebu se odehrálo mezi lety 647 až 709, kdy Rášidský a následně Umajjovský chalífát dobyly území Maghrebu, které před tím patřilo Byzantské říši a místním berberským státům. Dobytí vedlo k islamizaci křesťanů a berberských animistů v oblasti a k částečné arabizaci.

## Situace před invazí
Od 1. století bylo celé pobřeží Středozemního moře součástí Římské říše, dále ve vnitrozemí žily nezávislé berberské kmeny. Římská vláda se definitivně rozpadla v roce 439, kdy germánský kmen Vandalů dobyl Kartágo. Vandalské království vzniklo na území dnešního severního a východního Tuniska a části pobřeží Alžírska. Dále na západ a ve vnitrozemí vznikly po rozpadu římské moci státy jako Mauro-římské království, Altava či Ouarsenis. V roce 533 během vandalské války dobyl stát Vandalů generál Byzantské říše Belisarios, v rámci této války Byzantská říše dobyla i pobřeží dnešní Libye. V 50. letech 6. století v rámci tažení do Hispánie dobyla Byzantská říše nejsevernější cíp Maroka. Naopak oblasti dále ve vnitrozemí i velká část pobřeží na západě Alžírska a v Maroku zůstala v rukou berberských států.

## Prameny
Hlavní zdroje informací z islámské strany představují muslimští historici z 9. století Ibn Abd al-Hakam, Al-Baladhuri a Chalífa íbn Chajat. Ve 12. století napsal rozsáhlejší dílo historik z Kajruvánu Ibn al-Raqiq.

## První invaze
Po dobytí Egypta v letech 640/641 v roce 642 muslimové poprvé pronikli do Libye, jejíž pobřežní oblasti, které byly součástí Byzantské říše, poměrně rychle ovládli. V Byzantské říši v té době vládl císař Konstans II. (641–668), v Rášidském chalifátu Umar ibn al-Chattáb (634–644). Muslimové dobyli Tripolis dle Ibn Abda al-Hakama tak, že se sedmi vojákům podařilo nepozorovaně proniknout do města, kde následně křičeli Allahu Akbar, v důsledku čehož si byzantští vojáci mysleli, že Arabové pronikli do města, a tak Byzantinci ve zmatku uprchli.
V roce 647 muslimové za vlády Uthmána táhli dále na sever na území dnešního Tuniska, kde vládl vzbouřený byzantský africký exarcha Grigorios. Muslimové zvítězili v bitvě u Sufetully. V důsledku vnitřních bojů o titul chalífy se expanze dočasně zastavila.

## Druhá invaze

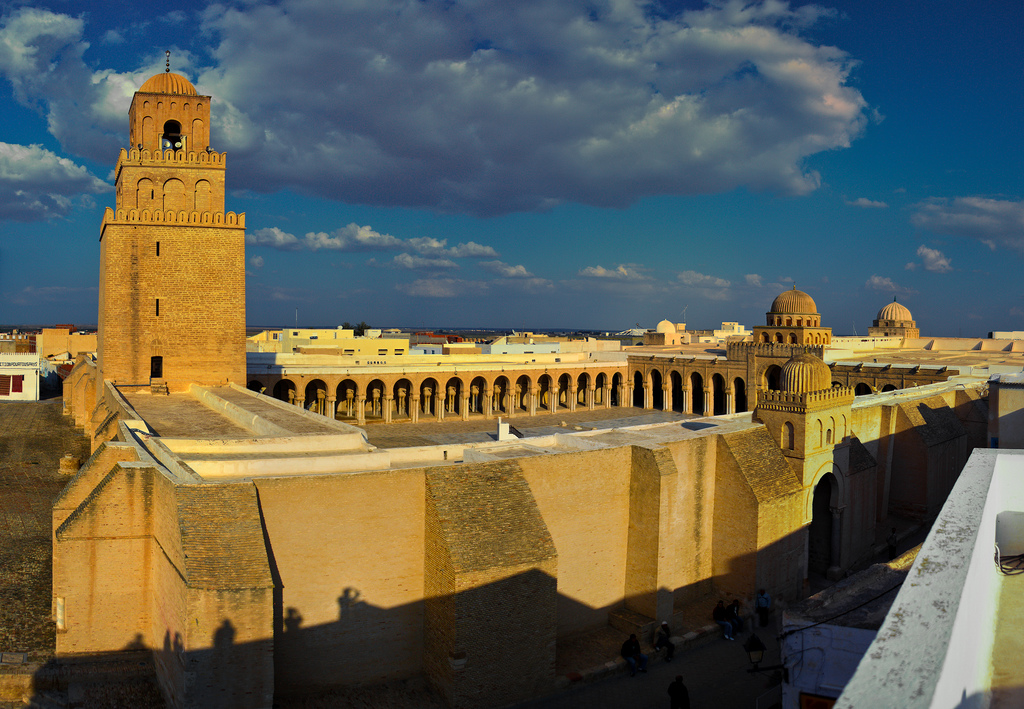
Velká mešita v Kajruvánu ze 7. století, sídlu Arabů při dobývání Magrebu.

K druhé invazi do Maghrebu došlo v letech 665 až 689. Invazi vedl Umajjovský chalífát poté, co se Ummajovci chopili moci v chalífátu. Arabové znovudobyli Libyi a táhli do oblastí na jihu od Kartága (dnešní Tunisko). V roce 668 zemřel byzantský císař Konstans II. a na trůn nastoupil Konstantin IV. Roku 670 arabský generál Okba ibn Nafi založil město Kajruván jako své centrum pro dobývání Maghrebu. Z Kajruvánu následně vyrostlo velké a dodnes historicky zachované město s Velkou mešitou. Uqba ibn Nafi nezaútočil na Kartágo, ale táhl na západ a postupně dobýval pobřeží dnešního Alžírska.
Uqba ibn Nafi roku 682 dosáhl pobřeží Atlantského oceánu v Maroku, ovšem po neúspěšném obléhání Tangeru se musel stáhnout, když byl zahnán hrabětem Julianem z Ceuty, který střídavě sloužil Byzantské říši a Vizigótskému království. Následně došlo k povstání Berberů, kteří v čele s králem Kusailou s byzantskou pomocí porazili Uqbu u Biskry na východě dnešního Alžírska, Uqba ibn Nafi v bitvě padl. Roku 685 nastoupil na trůn císař Justinián II. V roce 688 v bitvě u Mammy Zuhajir ibn Kvays porazil posledního známého krále Altavy, Kusailu, který v bitvě padl. V následujících bojích však byzantská armáda porazila muslimy a ti se stáhli zpět na východ.

## Třetí invaze

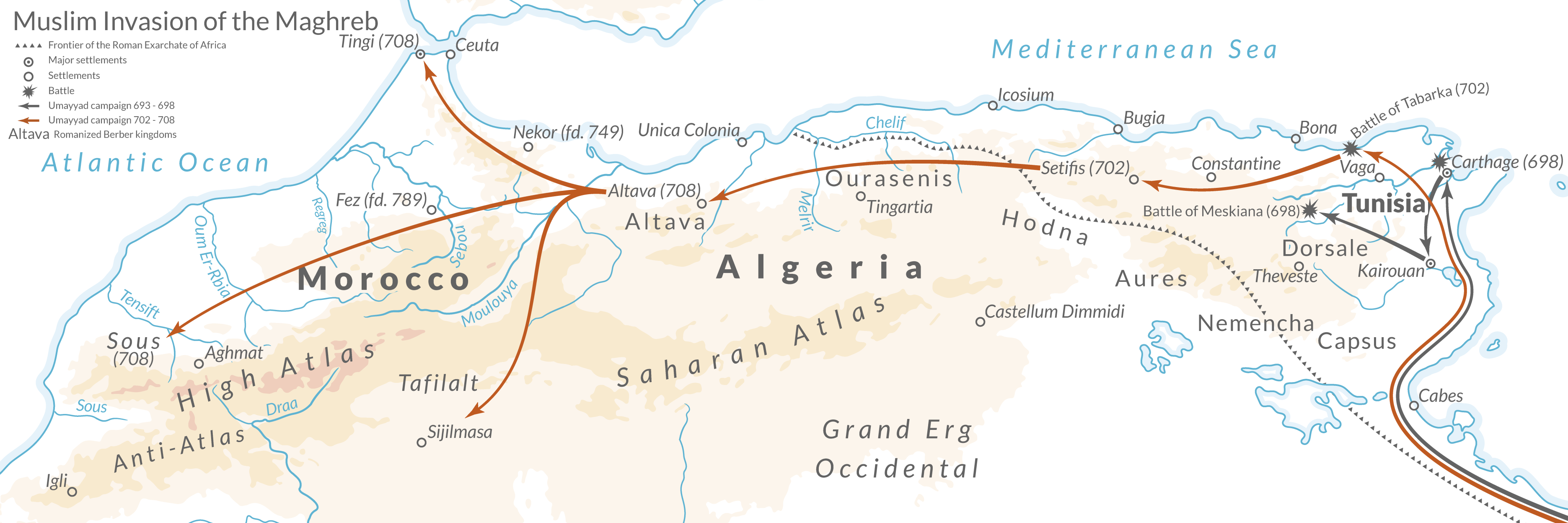
Průběh třetí invaze (693–709)

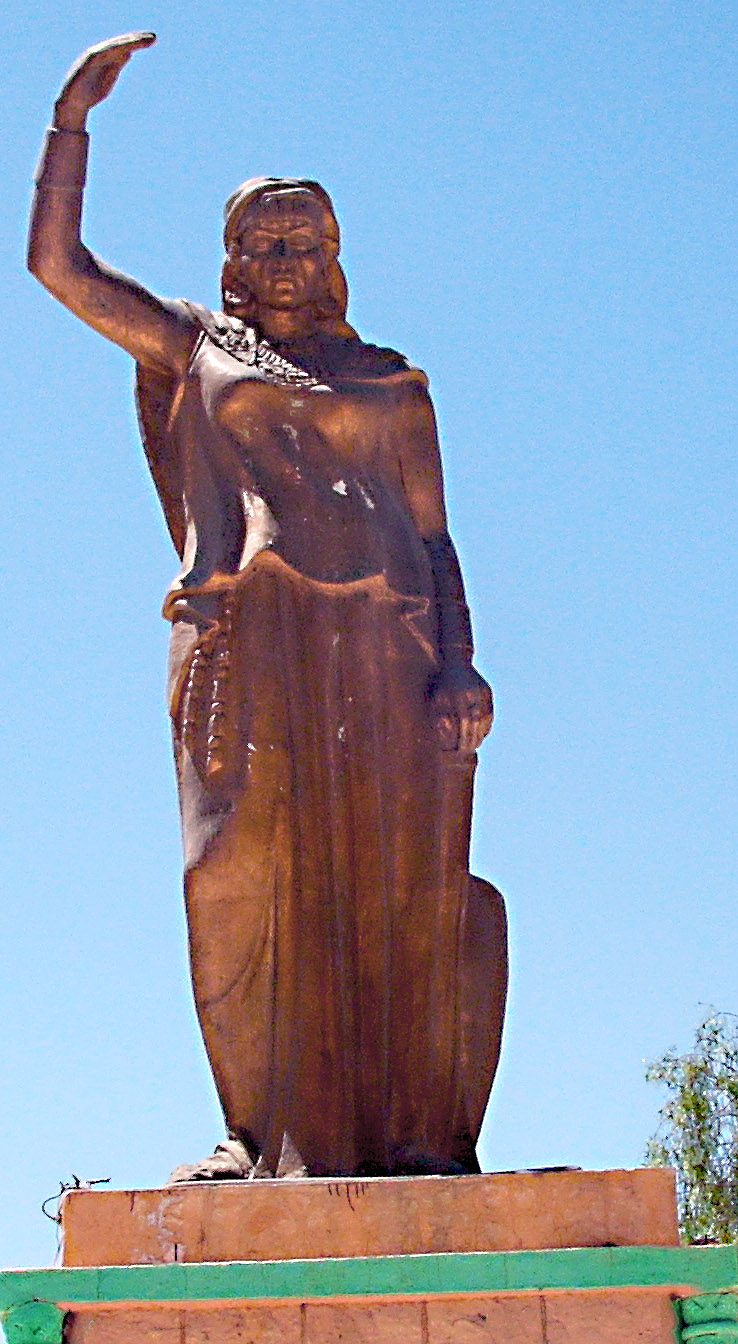
Socha Kahiny v Chenčele v Alžírsku.

Válka mezi Byzantskou říší (císař Justinián II.) a Umajjovských chalifátem znovu vypukla v roce 693. V roce 695 muslimové v čele s chalífou Abdulmalikem dobyli Kartágo. Byzantská říše rychle vyslala jednotky z Konstantinopole a Sicílie, přičemž jednotky na pomoc Byzantské říši vyslali i Vizigóti z Hispánie. Vojsko se vylodilo u Kartága a muslimové utekli zpět do Kajruvánu, Kartágo tak bylo po několika měsících osvobozeno.
V roce 698 vytáhl proti Kartágu generál Hassan ibn al-Nu'man a dobyl ho. Muslimové zničili město, přístav a akvadukty, strhli hradby a zpustošili zemědělskou půdu a o 15 kilometrů západněji založili Tunis v místech, kde se centrum Tunisu nachází dodnes.
Následovalo berberské povstání, které vyvrcholilo téhož roku v bitvě u Meskiany, kde královna Kahina porazili Umajjovce. V roce 703 Arabové porazili Berbery v bitvě u Tabarky, v níž padla Kahina.
V roce 708 muslimové dobyli celou severní Afriku na sever od Sahary kromě Ceuty a táhli Marokem na jih. Julian z Ceuty uzavřel s muslimy dohodu, že bude zachována jeho moc ve městě výměnou za spolupráci, čímž se Ceuta stala součástí Umajjovského chalifátu.
Brzy po dobytí Maghrebu, v roce 711, muslimové zaútočili na Vizigótské království na Pyrenejském poloostrově, který během následujících osmi let takřka celý dobyli.

## Následky

### Změna poměrů

Mapa Středomoří po islámské expanzi.

Berbeři byli donuceni konvertovat k islámu a přidat se k muslimské armádě, ovšem v armádě dostávali nižší plat než Arabové. V roce 740 vypuklo berberské povstání již islamizovaných Berberů v čele s Maysarou. Berbeři v Maroku a Alžírsku se vymanili z arabské nadvlády, naopak na Pyrenejském poloostrově a v Tunisku zvítězili Arabové. Pádem Kartága přišla Byzantská říše o oblasti úrodné na obilí a nemalou část zisku z daní. Ztráta těchto latinsky mluvících provincií vedle ke konci používání latiny v Byzantské říši.

### Islamizace
Islamizace Maghrebu byla poměrně rychlá. Na konci 9. století již tvořili muslimové většinu obyvatel Tuniska. Úpadek křesťanských institucí se zrychlil ke konci 11. století v důsledku zesílení perzekucí křesťanů za vlády dynastií Almorávidů a Almohádů. Almohádovský chalífa Abd al-Mu’min bin Alí v roce 1159 nařídil povinnou konverzi všech křesťanů a židů k islámu. Ibn Chaldún ve 14. století uvádí existenci křesťanských komunit v okolí Tozeuru na jihu Tuniska.

#### Arabizace

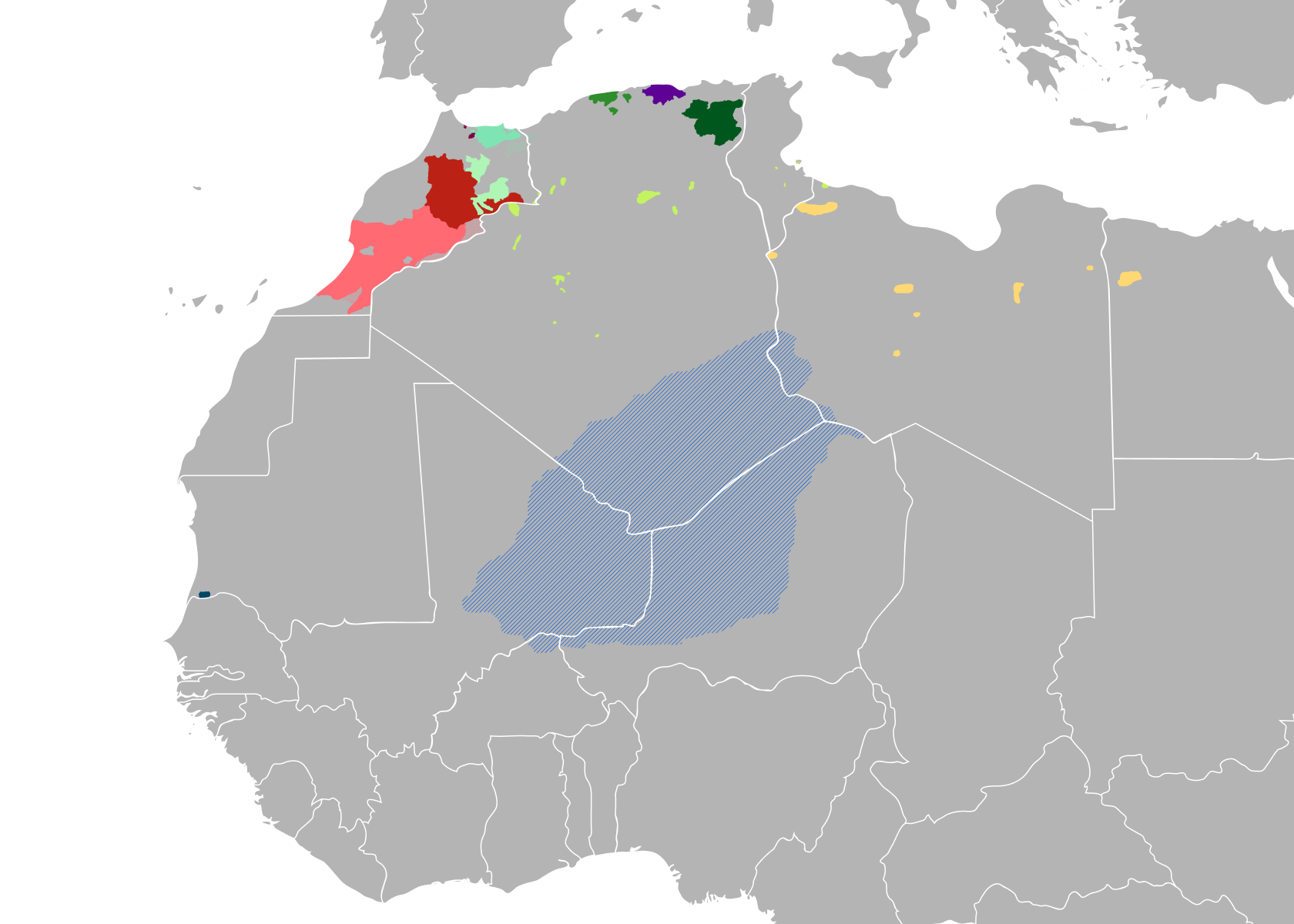
Oblasti, kde dodnes převažují berberské jazyky.

Dobytí Maghrebu vedlo k postupné jazykové arabizaci oblasti. Andaluský muslimský historik Al-Idrísí ve 12. století uvádí, že v Gafse (jih Tuniska) se mluví africkou latinou (afrorománština). Italský humanista Paolo Pompilio v 15. století uvádí afrorománštinu v pohoří Aurès (dnešní Alžírsko), což je poslední zmínka o tomto jazyku.
Al-Bakri v 11. století zmiňoval, že v libyjské Syrtě žijí lidé hovořící jiným jazykem, než je arabština, berberština, latina a koptština. Vzhledem k nálezům starších trojjazyčných latinsko-řecko-punských hrobek v daném městě je zřejmé, že tím jazykem byla punština.
Berberskými jazyky se dodnes hovoří na značné části území Maroka v pohoří Atlas a Ríf, v některých oblastech Alžírska (zejména Kabylie) a zcela okrajově na jihu Tuniska a v některých oblastech libyjské Sahary.